# テゴマス 4thライブ テゴマスの青春
『テゴマス 4thライブ テゴマスの青春』（テゴマス フォースライブ テゴマスのせいしゅん）は、日本の男性アイドルグループ・テゴマスの4作目のライブ・ビデオ。2015年5月13日発売。

## 概要
2014年3月29日の横浜アリーナ公演を収録。
初回盤には100分に及ぶツアードキュメンタリー、通常盤にはツアードキュメンタリーを約6分にまとめたダイジェストを収録。
2020年6月19日に手越祐也がジャニーズ事務所との契約を解除し、グループが事実上の解散となったため、本作がラストライブツアー、ライブDVD/Blu-rayとなった。

### 初回盤
- 2枚組/3方背ケース入り
- 52Pブックレット
- 特典映像：ツアードキュメンタリー

### 通常盤
- 2枚組
- 3面6Pパンフレット
- 特典映像：ツアーダイジェスト

## 収録内容

### 本編映像

#### DISC 1
1. ヒカリ
2. 蒼色ジュブナイル
3. 音色
4. ひとりじゃない
5. (MC)
6. ファンタジア
7. いつかの街
8. 魔法のメロディ
9. 少年～Re:Story～
10. (MC)
11. 青いベンチ
12. きれいごと
13. (MC)
14. タイムマシン
15. (MC)
16. サヨナラにさよなら
17. シュプレヒコール
18. innocence
19. 猫中毒
20. (MC)
21. 花に想いを
22. ミソスープ
23. キッス～帰り道のラブソング～
24. (MC)
25. 色鮮やかな君が描く明日の絵
26. 夕焼けと恋と自転車
27. ハルメキ

#### DISC 2
ENCORE
1. 月の友達
2. (MC)
3. ヒカリ

### 特典映像
DISC 2
1. ツアードキュメンタリー ～青春のうら～
通常盤では初回盤の内容（約100分）を約6分にまとめた映像になっている。